# Однопрогонна станція

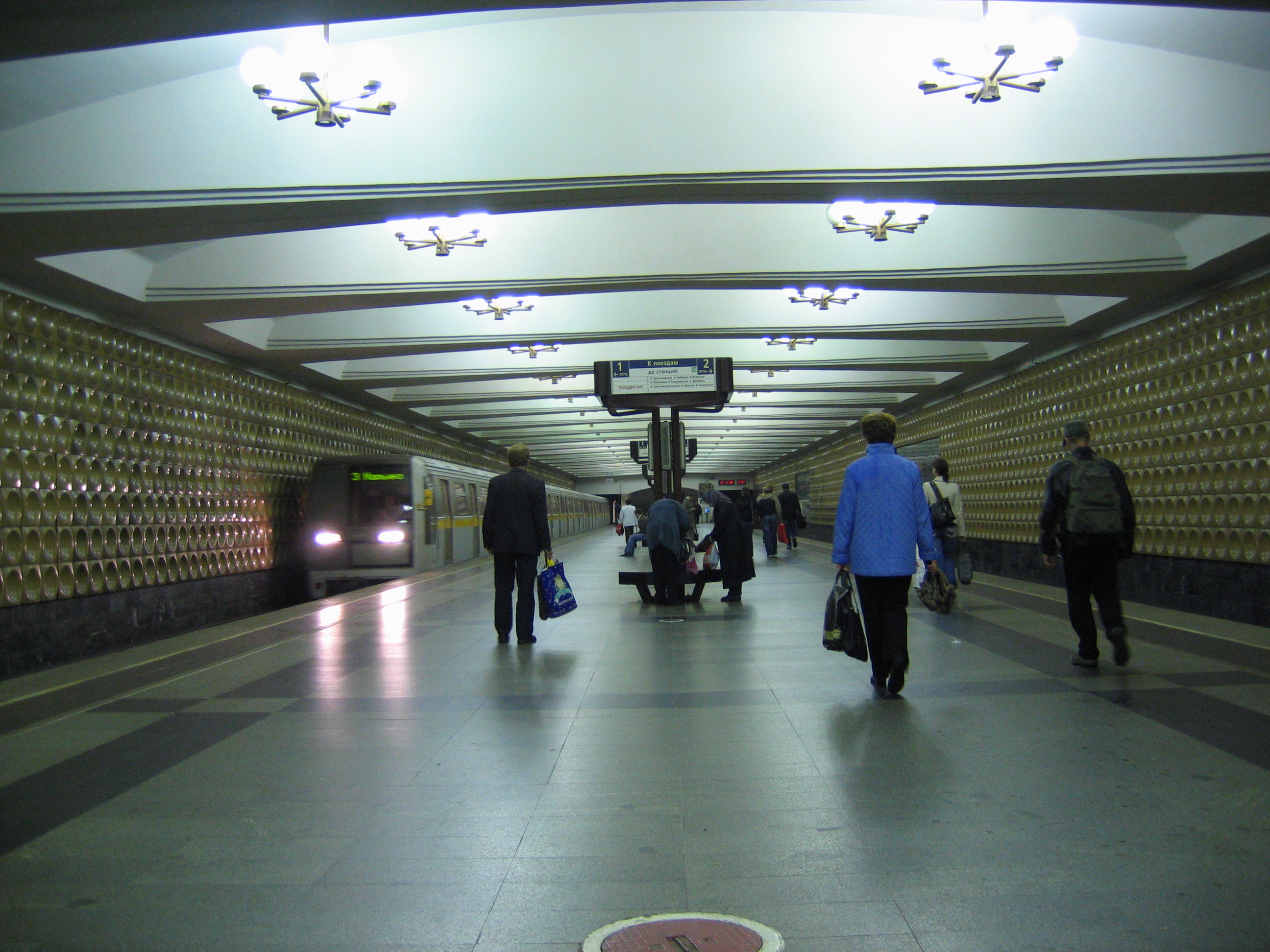
Станція метро «Мар'їно» Московського метрополітену

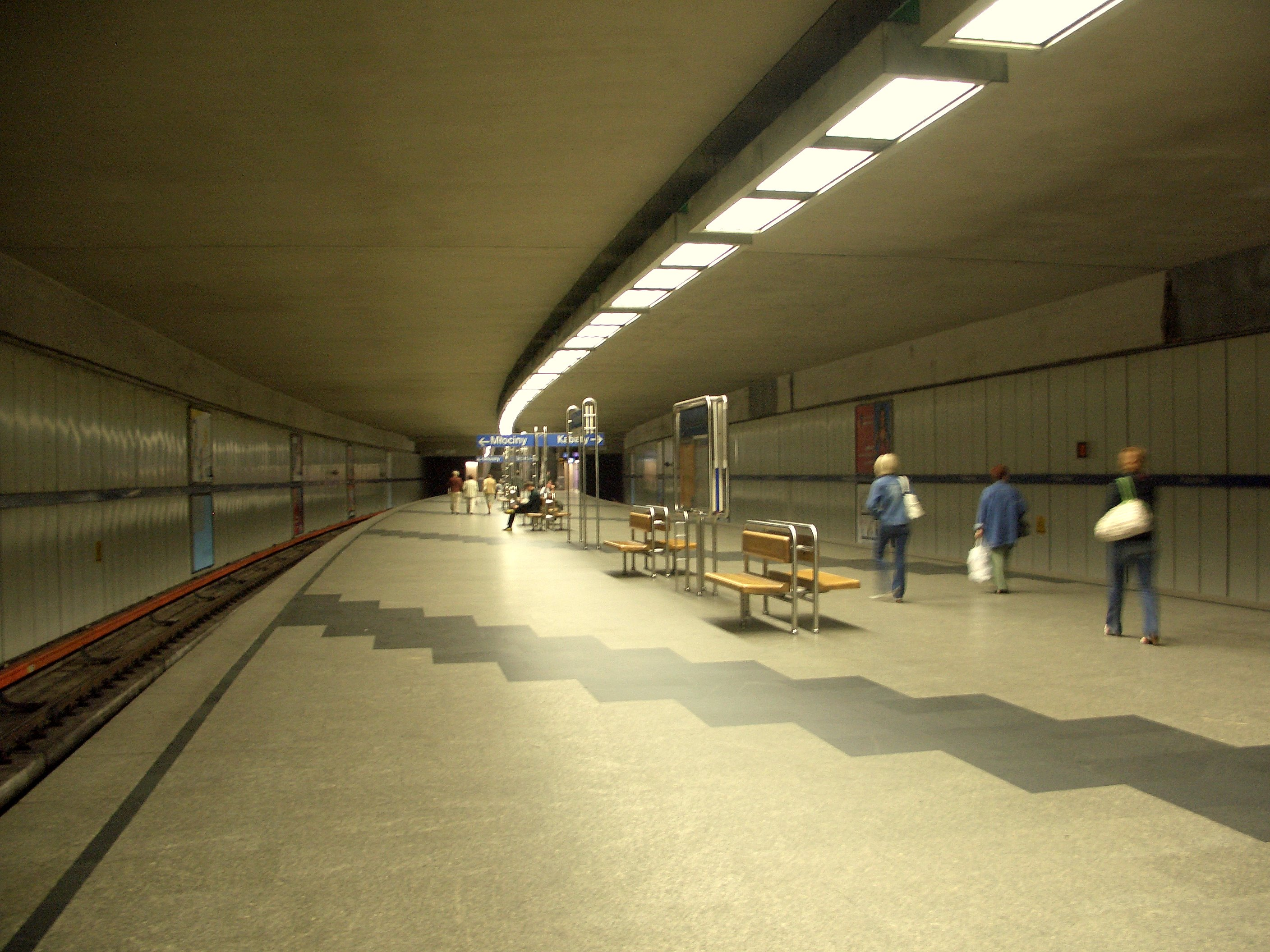
Станція метро «Політехніка» Варшавського метрополітену

Однопрогонна станція мілкого закладення — різновид станції метрополітену, у конструкції якої відсутні проміжні опори, а склепіння виконане у вигляді плаского перекриття.
Проєкт станції розроблений з урахуванням трипрольотних колонних станцій, для здешевлення будівництва. Перекриття станцій виконано з уніфікованих прогонних балок, призначених за для автодорожніх мостів. У Москві лише дві таких станції: «Волзька» і «Мар'їно» (обидві на Люблінській лінії). На станції «Волзька» балки прольотом 18 метрів двотаврового перерізу, омоноличенні одна з одною, монтуються, з кроком 1,33 м, на монолітні консолі у верхній частині тримальних «стін у ґрунті», які є і стінками кріплення котловану. На станції «Мар'їно» замість збірного застосована монолітне залізобетонне перекриття.

## Ресурси Інтернету
- Енциклопедія нашого транспорту